# Christian Hauswirth
Pour les articles homonymes, voir Hauswirth.
Christian Hauswirth, né le 23 décembre 1965 à Gessenay, est un ancien sauteur à ski suisse.

## Palmarès

### Jeux Olympiques
| Épreuve / Édition | Sarajevo 1984 | Calgary 1988 |
| Petit Tremplin    | 48e           | 48e          |
| Grand Tremplin    |               | 27e          |
| Par Equipes       |               | 8e           |

### Championnats du monde
| Épreuve / Édition | Oberstdorf 1987 | Lahti 1989 |
| Petit Tremplin    | 41e             | 34e        |
| Grand Tremplin    | 32e             | 25e        |

### Championnats du monde de vol à ski
| Épreuve / Édition | Oberstdorf 1988 | Vikersund 1990 |
| Individuel        | 40e             | 28e            |

### Coupe du monde
- Meilleur classement final: 22e en 1988.
- Meilleur résultat: 4e.